# أحمد الموسى
أحمد الموسى، من مواليد 27 يناير 1981، لاعب كرة قدم سعودي.

## الحياة الشخصية
هو شقيق اللاعبين معتز الموسى وكامل الموسى وربيع الموسى ورضوان الموسى وريان الموسى.

## مسيرة اللاعب
```
بدأ مسيرته الكروية مع 
نادي وج
 
ونادي الاتحاد السعودي
 في الفئات السنية و توقف عن ممارسة كرة القدم 2002 و قبل الانضمام لنادي الوحدة في عام 2007 الذي أنهى معه الموسم في المركز الثالث قبل فوزه على نادي الشباب السعودي حامل اللقب السابق و لعب في 
نادي الفتح
 في عام 2012 و فاز معهم ببطولة الدوري و بعدها اعتزل كرة القدم .
```

### مسيرته الدولية
في فعاليات كأس آسيا 2007، سجل هدف في مرمى منتخب البحرين، وسجل أخر في مرمى منتخب أوزباكستان. سجل هدف في مرمى منتخب اليمن في كأس الخليج 2009.

## روابط خارجية
- أحمد الموسى على موقع قاعدة بيانات كرة القدم.إي يو (الإنجليزية)
- أحمد الموسى على موقع ناشيونال فوتبول تيمز (الإنجليزية)
- أحمد الموسى على موقع Soccerway.com (الإنجليزية)
- أحمد الموسى على موقع كووورة